# Catedral de Santa Maria de Vitòria
La Catedral de Santa Maria de Vitòria, coneguda també com a Catedral Vella, és un temple catòlic d'estil gòtic situat a la ciutat de Vitòria, capital de la província basca d'Àlaba a Espanya.
Està situada a la part més alta del pujol sobre la qual es va assentar la primitiva ciutat, fundada el 1181 sobre l'antic llogaret de "Gasteiz", amb el nom de Nueva Victoria, pel rei Sancho VI de Navarra (Sancho el Savi). Posteriorment, va donar origen a la ciutat actual. Amb el naixement de la diòcesi de Vitòria l'any 1862, va adquirir la categoria de catedral. És coneguda com la Catedral Vella, per distingir-la de la Catedral Nova de Vitòria, dedicada a la Immaculada Concepció de Maria i construïda al segle XX d'estil neogòtic.
Aquest temple, atenent a criteris estilístics i formals, és discret i la seva rellevància la dona la seva complexa construcció i la seva biografia plena de diversos avatars lligats amb la història de la ciutat. L'any 1994 va ser tancada al públic. Actualment, és objecte d'un complex i integral pla de restauració que ha obtingut diversos reconeixements internacionals i ha donat rellevància al monument.
Aquest edifici es caracteritza per arrossegar problemes estructurals des del seu naixement. Arran del tancament al públic es va procedir a la realització del Pla Director de Restauració Integral el qual va publicar els seus resultats l'any 1998 i té com a característica destacable la visitabilitat de les obres de restauració. El Pla va rebre el Premio Europa Nuestra 2000 en la categoria d'estudis excepcionals de restauració. La gestió la duu a terme la Fundació Catedral de Santa María constituïda el 1999 per la Diputació Foral d'Àlaba, l'ajuntament de Vitòria-Gasteiz i el Bisbat de Vitòria. El finançament dels treballs està suportat en les aportacions periòdiques de les tres Institucions presents en el Patronat i per les realitzades pel Govern Basc mitjançant convenis subscrits a aquest efecte, la qual cosa permet escometre la complexa recuperació amb la flexibilitat necessària sense que el rigor metodològic es vegi afectat. Així mateix, el Govern d'Espanya ha suportat de manera continuada i notable, encara que irregular, una part de les intervencions realitzades principalment a la torre i naus. Possiblement és aquesta manera sostenible d'escometre una restauració de manera integral -no només estructural sinó també atenent a noves potencialitats funcionals i culturals possibles- mitjançant una unitat de gestió, alguna cosa fins ara inusual en el context de les Catedrals espanyoles, pot explicar aquest suport decidit. De facto, en el seu conjunt, és possiblement ja la més alta concedida a cap pla de catedrals a Espanya. Altres suports institucionals i també provinents del mecenatge privat estan permetent el desenvolupament paral·lel d'un ric programa cultural consolidat a la Ciutat -recuperació de la Capella de Música, concerts a les zones recuperades, unitats didàctiques escolars, conferències temàtiques, etc.-, de les activitats de les quals destaca el programa "Obert per Obres" (c), lema (i mètode) registrat per primera vegada per la Fundació Catedral Santa Maria i que ha aconseguit una estimable projecció exterior. Hi ha ja diverses Institucions -arquebisbat de Sevilla a la Col·legiata d'El Salvador, Comunitat de Madrid, etc.- que han convingut la seva aplicació en diversos llocs, segons s'indica a la pàgina de la fundació i en la finestra amb el mateix nom del Canal Patrimoni de la Fundació Santa Maria la Real Arxivat 2017-05-19 a Wayback Machine..

## Ubicació
La catedral de Santa Maria de Vitòria se situa en l'anomenada planada alabesa que ho envolta.
Es troba dins de l'espai del turó i entre la zona sud i oest, està elevada uns 9 metres respecte a la nord-est, a mitjana alçada del vessant. El subsòl es distingeix per tenir un elevat volum de farciments artificials per regularitzar el pis de l'interior de l'edifici. Aquests farciments produeixen diferències d'altura en la construcció dels tancaments de l'edifici pels seus diferents costats.
La catedral va formar part de la muralla medieval, com testifiquen els murs del costat nord, d'aparença massissa i el pas de ronda que recorre tot l'edifici, des de l'extrem sud del creuer fins a l'escaire nord-oest del pòrtic, circumdant tota la girola, el transsepte i la nau nord.
L'edifici està embotit en una sèrie de construccions, algunes d'elles pertanyents al mateix complex catedralici, que li resten l'aspecte de monument. Això queda accentuat per l'absència d'una façana referencial.

## Descripció
La Catedral de Santa Maria està constituïda per un conjunt d'edificacions diferents realitzades en diferents èpoques i per a diversos usos.
L'església de Santa Maria és l'edifici principal i més antic del conjunt. Té orientació est-oest amb una lleugera inclinació al nord en l'extrem oriental.
La Capella de Santiago, oberta en la testera del braç del transsepte en el costat de l'Epístola (sud), és en l'actualitat l'església parroquial de Santa Maria de Vitòria, que té un accés independent, des de la plaça de Santa Maria.
Al costat sud es troba el pòrtic absidal que protegeix la portada i sobre ell, en el seu terç meridional, s'aixeca la torre del campanar que es remata amb un capitell aconseguint una altura d'uns seixanta metres.
Pel costat oriental se situen una sèrie d'edificis de serveis, entre els quals destaca la sagristia tardobarroca.
El temple presenta una planta de creu llatina amb tres naus, la central de major altura que les laterals, i cobertes amb voltes de creueria, amb un ampli transsepte i capçalera. En el seu interior té quatre capelles rectangulars i una girola a la qual s'obren altres tres capelles poligonals. Compta, a més, amb un bell i fràgil trifori i un pòrtic del segle xiv que conté escultures molt interessants.

### El pòrtic

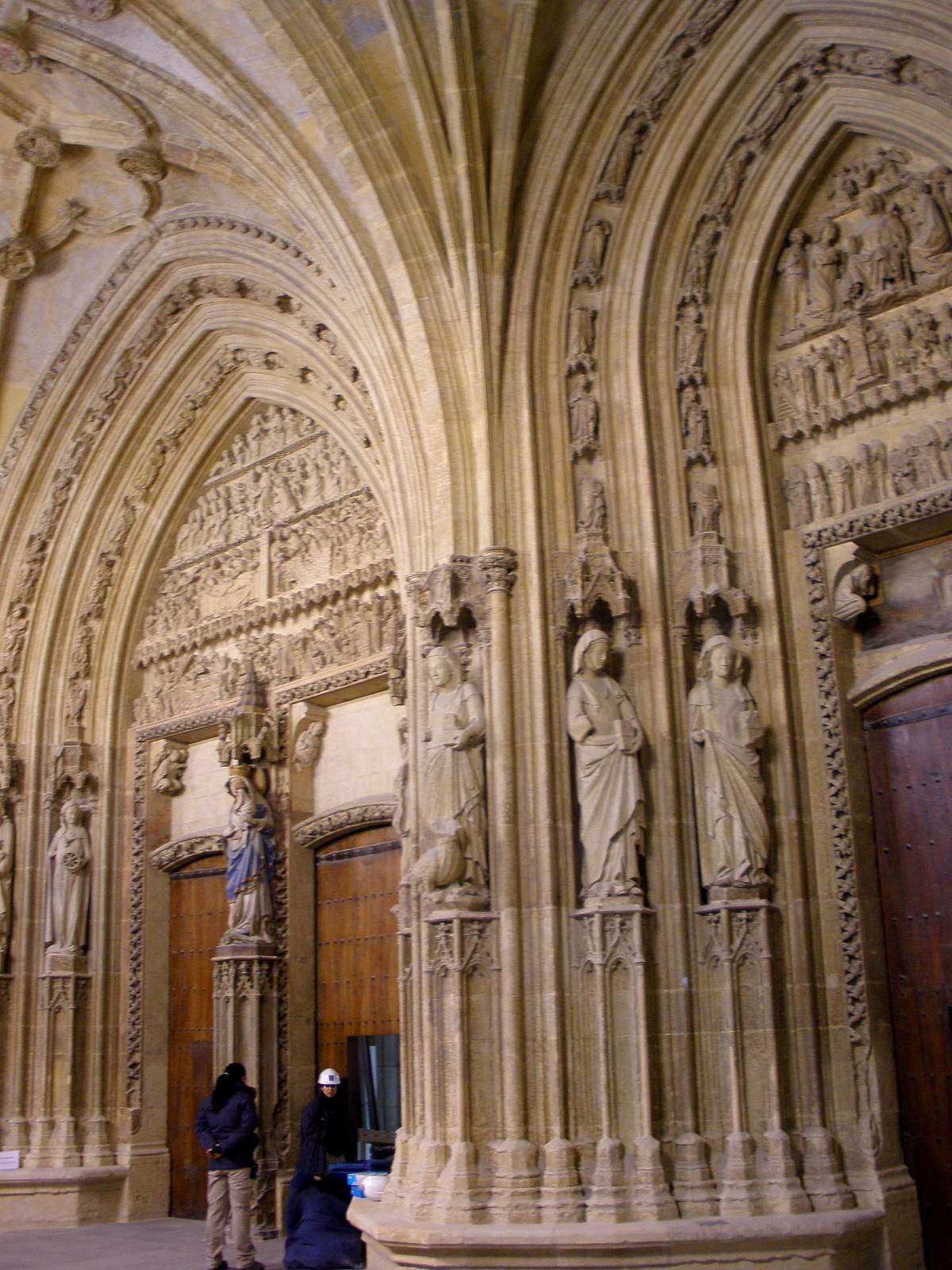
Aspecte del pòrtic

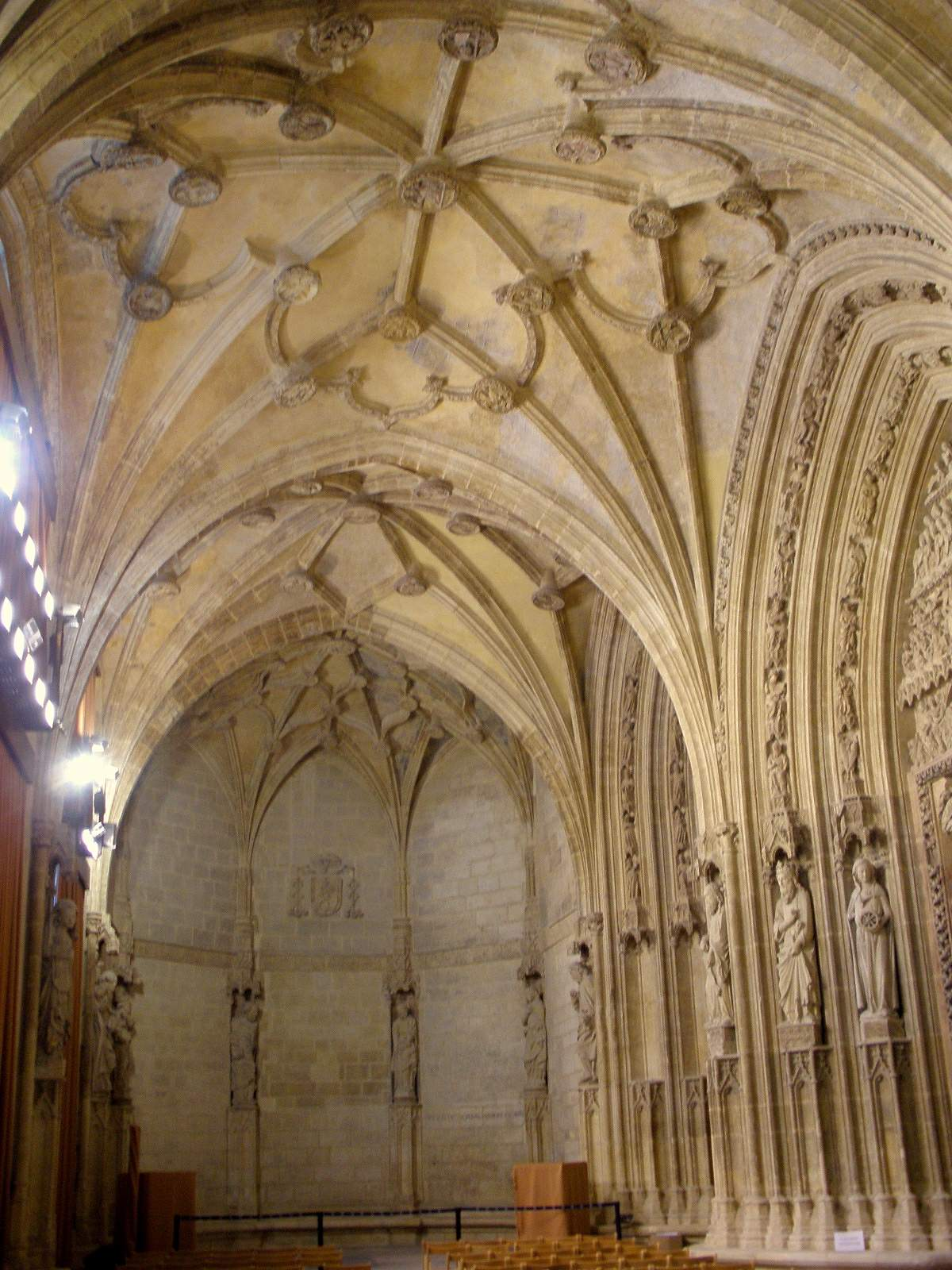
Aspecte del pòrtic

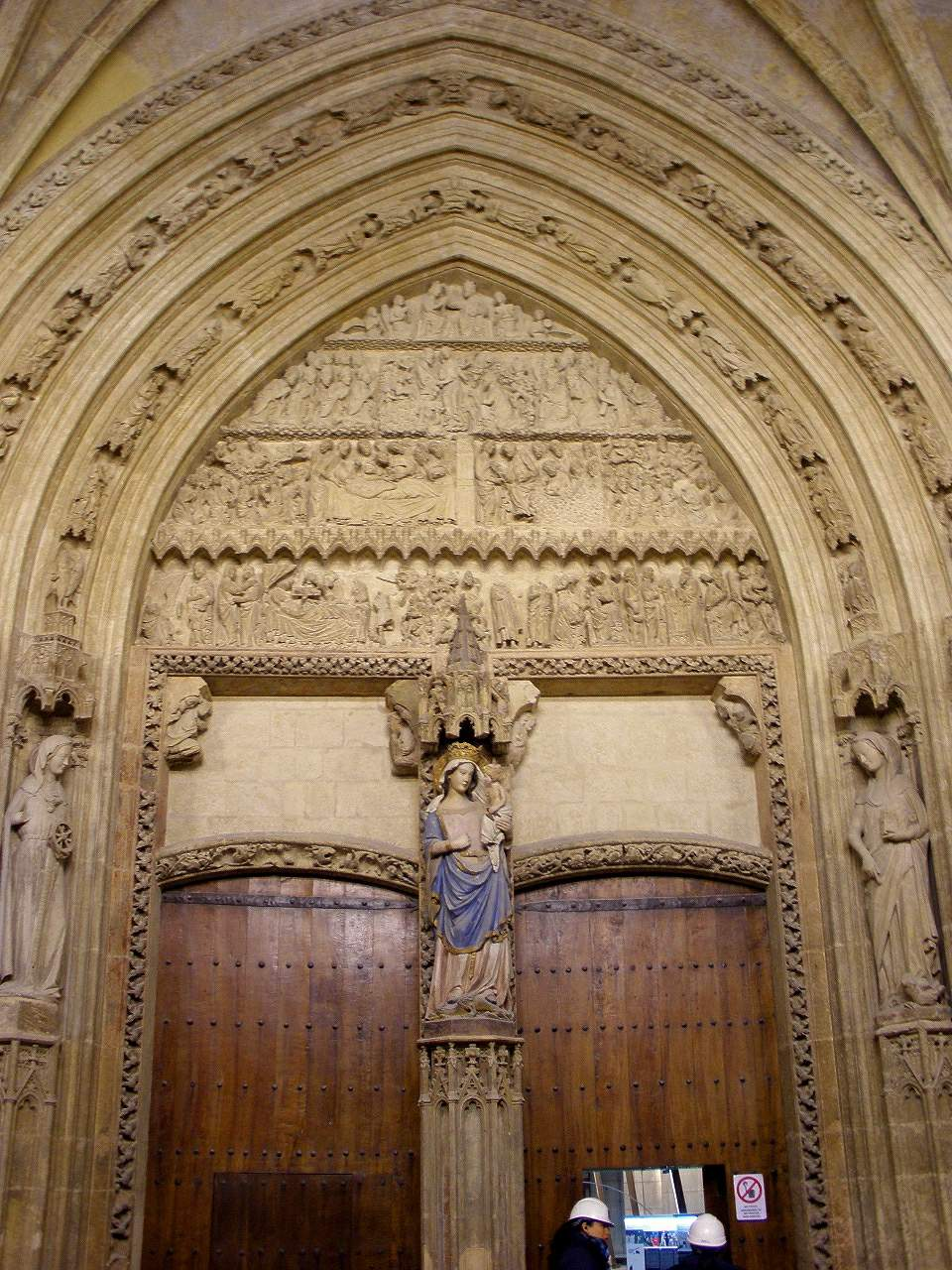
Portada central del pòrtic.

La portada del pòrtic Santa Maria és considerada com una de les millors manifestacions de la plàstica peninsular del segle xiv. La capella de la Pietat, construïda a instàncies de l'abat Diego Fernández de Paternina en el segle xvi, ho altera en el costat nord.
Es va afegir al conjunt catedralici al segle xv i es va modificar en el segle xvi. Al principi, es van perllongar les naus nord, centre i sud en trams de llums iguals però se li va afegir un fons en forma d'absis al nord i es va ampliar la llum en l'adreça est-oest invertint la proporció dels trams de l'església. Es va conformar, finalment, un espai de tres trams rectes, sent el del mig de planta lleugerament quadrada i rematat per un absis pentagonal.
L'espai del pòrtic es cobreix amb voltes de major amplitud que les de les naus del temple que recolzen sobre arcs faixons de traça més camusa. Entre les seves claus hi ha una mescla de tercelets, lligadures i blegats. Les voltes primera i tercera, que corresponen a la prolongació de les naus laterals, tenen els nervis rectes, mentre que en la volta central i en la del fons són blegats per l'arriostrament dels nervis mitjançant els medallons.
La portada és realitzada segons un esquema de façana tripartida. Al portal esquerre s'aprecien, en el seu timpà, escenes de la vida de Sant Gil (estudis iconogràfics actuals posen en dubte aquesta afirmació). Està plantejat com una superposició de frisos la qual incrementa la narrativa. En els registres inferiors es representen la salvació d'uns mariners i la trobada amb el monarca, en el segon registre i la resurrecció d'un nen i la construcció d'un monestir en el tercer. Acompanyant a la portada continuen les arquivoltes i pilastres en la composició dels arcs formers i nervadures de les voltes.
Al portal central es relata la vida de la Verge. El registre central tracta de l'Ascensió, Pentecosta, el viatge dels apòstols i la mort de Maria i es remata amb l'escena de la coronació de la Verge pel seu fill. El timpà d'aquest portal està ocupat per una imatge de la Verge amb el Nen del segle xv.
El portal dret mostra el judici final. En ell es pot observar Sant Miquel pesant les ànimes, les quals es dirigeixen, bé a la porta de la Glòria o al festeig de l'infern.
En els brancals se situen diferents imatges que representen figures de l'Antic Testament com Isaïes, Ezequiel, Salomó d'Israel o la Reina de Sabà i figures de santes com Margarida, Magdalena, Marta, etc. Hi ha també imatges de la Verge amb el Nen, l'arcàngel Gabriel i l'Anunciació. Originalment tot el pòrtic estava policromat.
Per evitar corrents d'aire es van tancar les obertures que han estat obertes i cobertes per vidrieres recentment.
Mitjançant un sistema de projecció de vídeo, denominat el pòrtic de la llum es pot apreciar l'evolució de la policromia al llarg del temps, des del segle xvi al xx.
Es preveu que, una vegada finalitzada la restauració, aquest espai es dediqui a l'ús cultural formant part de l'Agenda Cultural de la Catedral.

### La torre

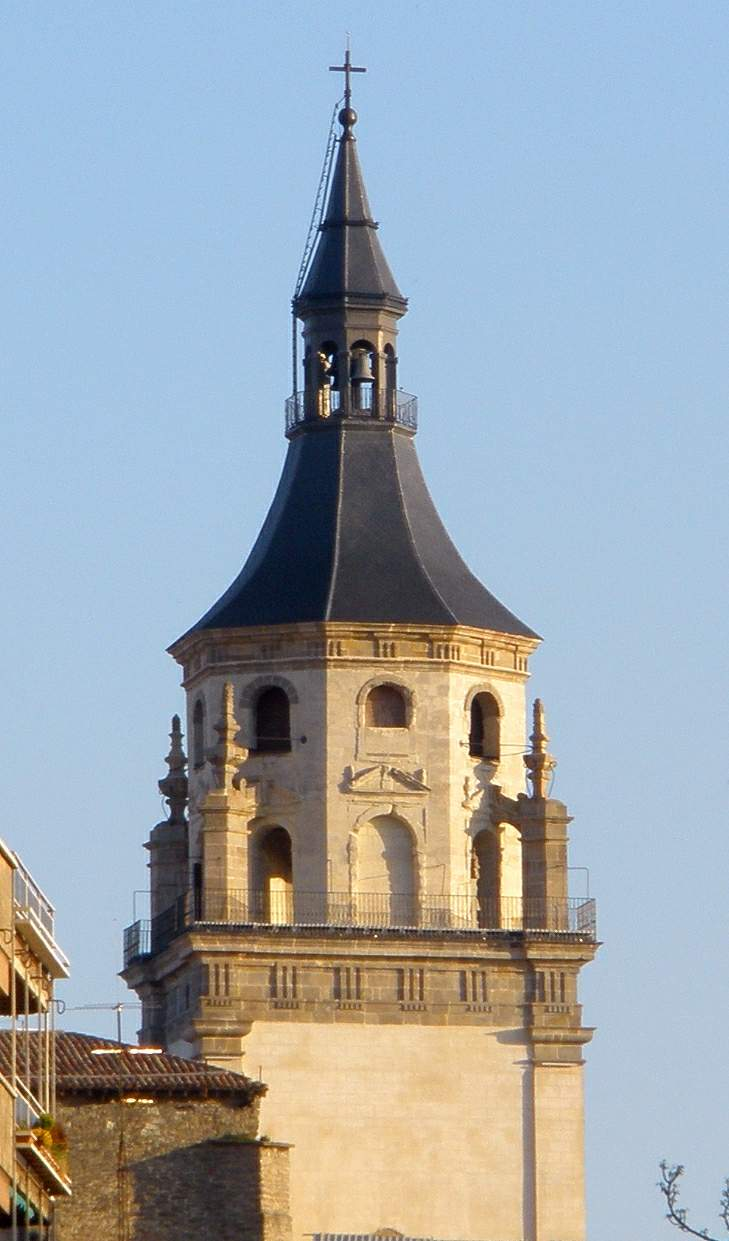
Torre de la Catedral Vieja de Santa Maria.

Entre els segles XVI i XVIII s'aixeca, sobre el primer tram del pòrtic, la torre del campanar. Aquesta torre està realitzada amb carreus en la seva façana principal, la sud, que dona a la plaça i en maçoneria en els altres tres costats. Sobre el fust es va construir una gran cornisa de bona pedreria i sobre la qual va el cos de campanes de planta octogonal i sobre aquest el capitell de fusta i teula plana (es va haver de reconstruir després de la destrucció en un incendi al segle xix).

### Nau

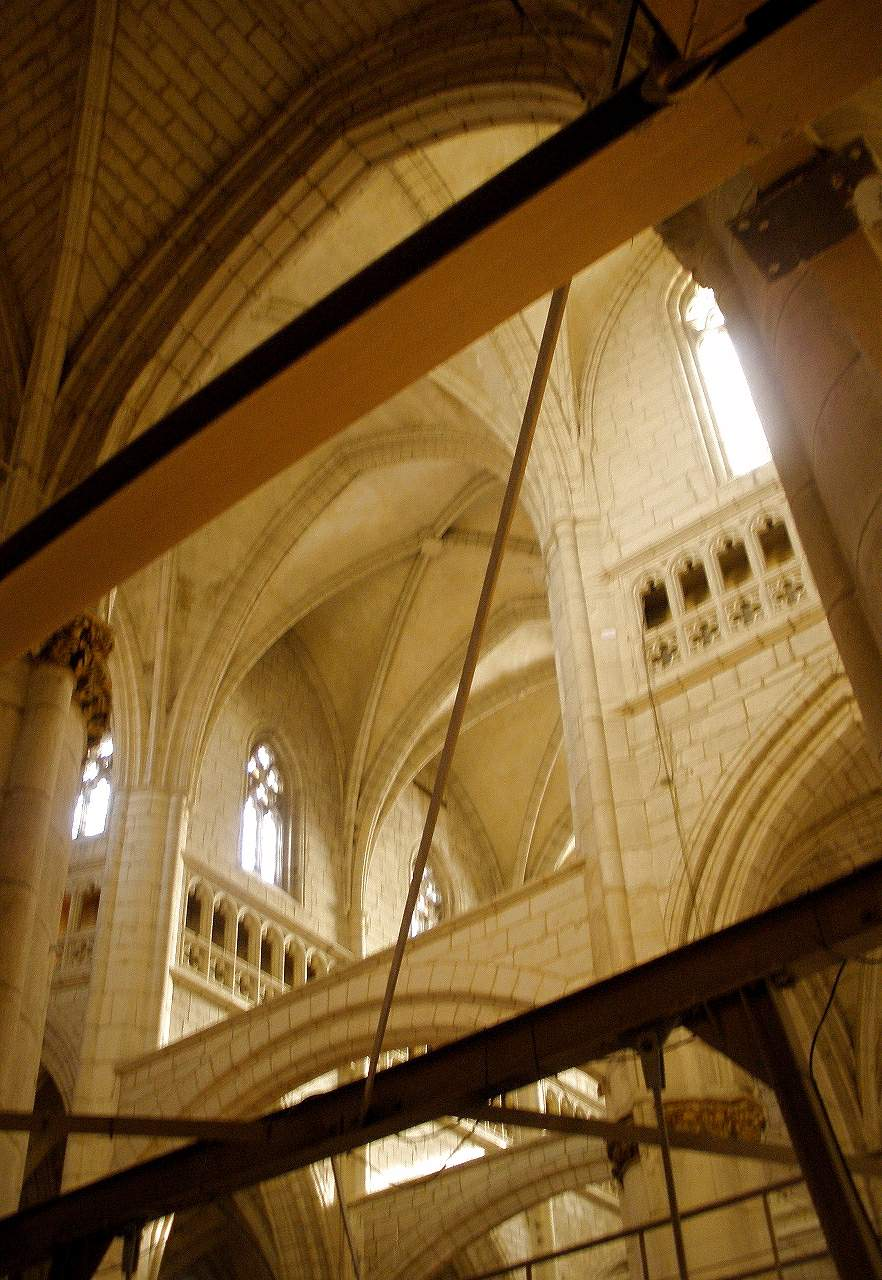
Aspecte de l'alçat de la catedral des de la nau de l'Evangeli. S'aprecien el creuer, el transsepte, el trifori, els arcs diafragmes i els llistons de subjecció i apuntalament amb motiu de les obres.

La nau té una superfície de 404 m² amb forma de creu llatina i tres naus amb cinc trams, amb la central més alta que les laterals. Amb capelles laterals, transsepte, capçalera i girola en la qual se situen altres tres capelles. La nau està recorreguda per trifori i està coberta per voltes de creueria.
A les naus laterals s'han realitzat capelles entre les arrencades dels estreps dels boterells. Aquestes capelles es cobreixen amb voltes ogivals recolzades en robusts arcs.
La nau central, es cobreix amb voltes ogivals, lleugeres i senzilles. Als seus peus, a causa de la remodelació del segle xvii està realitzada amb tercelets i lligadures i sobre arcs de menor secció resistent. La nau s'il·lumina amb finestres apuntades en la seva part sud que donen a la plaça i intramurs i un petit òcul en el costat nord.
La restauració de Manuel Lorente, en els anys seixanta, va realitzar una forta alteració en els finestrals, en el primer drap es va posar un gran òcul en la testera occidental. Entre el segon i el quart tram hi ha sis òculs petits il·luminen la nau (quatre d'ells realitzats per Lorente) i en el tram anterior al creuer hi ha dos finestrals estrets i alts.
Durant les obres de restauració s'ha excavat tot el sòl descobrint els fonaments del temple i traient a la llum restes del temple anterior a la construcció actual. Després de la reconstrucció, l'any 2012, es recobrirà amb un solat definitiu que recolzarà en grans bigues de fusta, que al seu torn descansessin en els arcs de carreus que enllacen les bases de tots els pilars, donant estabilitat estructural a l'edifici.
En el subsòl s'han trobat més de dos mil enterraments, un centenar d'ells pertanyents a un antic cementiri exterior que data dels segles xi i xii. A partir del segle xiv es comença a realitzar enterraments interiors però sense abandonar el cementiri exterior que va funcionar fins al segle xvi. A partir del segle xv es comencen a realitzar per part de la quasi social rica de la ciutat, mausoleus i capelles privades en les quals les escultures i les inscripcions són elements importants. Exemple d'això són les capelles de Sant Bartolomé, la de la Concepció i la del Sant Crist.
El 1705 es procedeix a regular el cementiri interior mitjançant lots funeraris que pertanyen al difunt i a la seva família. L'acumulació d'enterraments fa que en el segle xviii ja no es pugui seguir donant el servei i podo després, les normes de salubritat impulsades per Carles III el 1787 obliguen a realitzar els enterraments en cementiris exteriors, a Vitòria en 1809 es construiria el cementiri de Santa Isabel a l'entrada de la ciutat.

### La girola
De forma decagonal té un deambulatori amb trams trapezials que donen entrada a cinc capelles sent les tres centrals de geometria hemidecagonal i les dues extremes trapezoïdals. Les capelles absidals s'il·luminen mitjançant finestrals que s'obren al pas de ronda i se situen entre els contraforts de les voltes. Les capelles de forma de trapezi tenen una única finestra, que també dona al pas de ronda. Els murs que formen les capelles són part de la muralla que circumdava la ciutat.
La coberta de la girola i les seves capelles són de creueria, sent les del deambulatori i les capelles extremes quadripartites simples i les de les absidioles són voltes hexapartites de plements corresponents a cada costat de la capella i a la seva entrada.
Per l'exterior no hi ha gairebé traça que detecti la girola a excepció de les finestres i contraforts que s'alcen sobre la muralla la qual oculta qualsevol altre rastre de la seva construcció.

### El transsepte
Al contrari de la girola, el transsepte és perfectament visible des de l'exterior de l'edifici. L'alçada de la nau central el fa destacar sobre les capelles, la girola i les naus laterals. És un espai esvelt que ha quedat minvat en la seva amplitud pels arcbotants. Té tres trams en cadascun dels seus braços i des d'ell s'accedeix al deambulatori i a les capelles.
Està realitzat en maçoneria amb alguns carreus. En el seu costat oriental hi ha sengles capelles rectangulars que se situen en els espais lliures entre dues torrasses. Les capelles s'il·luminen amb finestres sageteres i es cobreixen amb voltes ogivals quatripartides construïdes amb carreus.
L'altar major queda cobert amb voltes de creueria de gran amplitud i lleugeresa, amb arcs faixons i ogives de menor secció i plements més prims que els de les voltes inferiors.
La nau s'il·lumina mitjançant finestres obertes en el mur aquest, d'elles quatre són de factura antiga i dues, les dels extrems, realitzades en la restauració de Lorente que també va afegir uns arquets en les testeres de la part sud.

### Capelles
Dins de la catedral hi ha diverses capelles de diferents formes i origen, les més rellevants són:

#### Capella de San Bartolomé
Situada en el mur sud de la nau s'accedeix a ella mitjançant un arc jònic amb pilastres estriades. Aquesta coberta per voltes de creueria amb tercelets i 9 claus. En la clau central s'ha col·locat l'escut d'armes del Sáez de Maturana i les altres estan decorades amb les figures dels apòstols i pares de l'església. El 1826 es va enterrar aquí Prudenci Maria de Verastegui.

#### Capella de la Concepción
Va ser fundada pel canònic Fernán Martínez de Pangua a la fi del segle xvi en un primerenc barroc. La portada és toscana amb frontó trencat en el qual figuren dos escuts. Un, el petit, és del fundador de la capella i l'altre, el major, correspon a Gabriel d'Ortiz de Caicedo, qui la va renovar l'any 1578. S'hi troben enterrats el fundador, el renovador i la seva esposa, que tenen sengles figures orants d'alabastre.

#### Capella del Santo Cristo

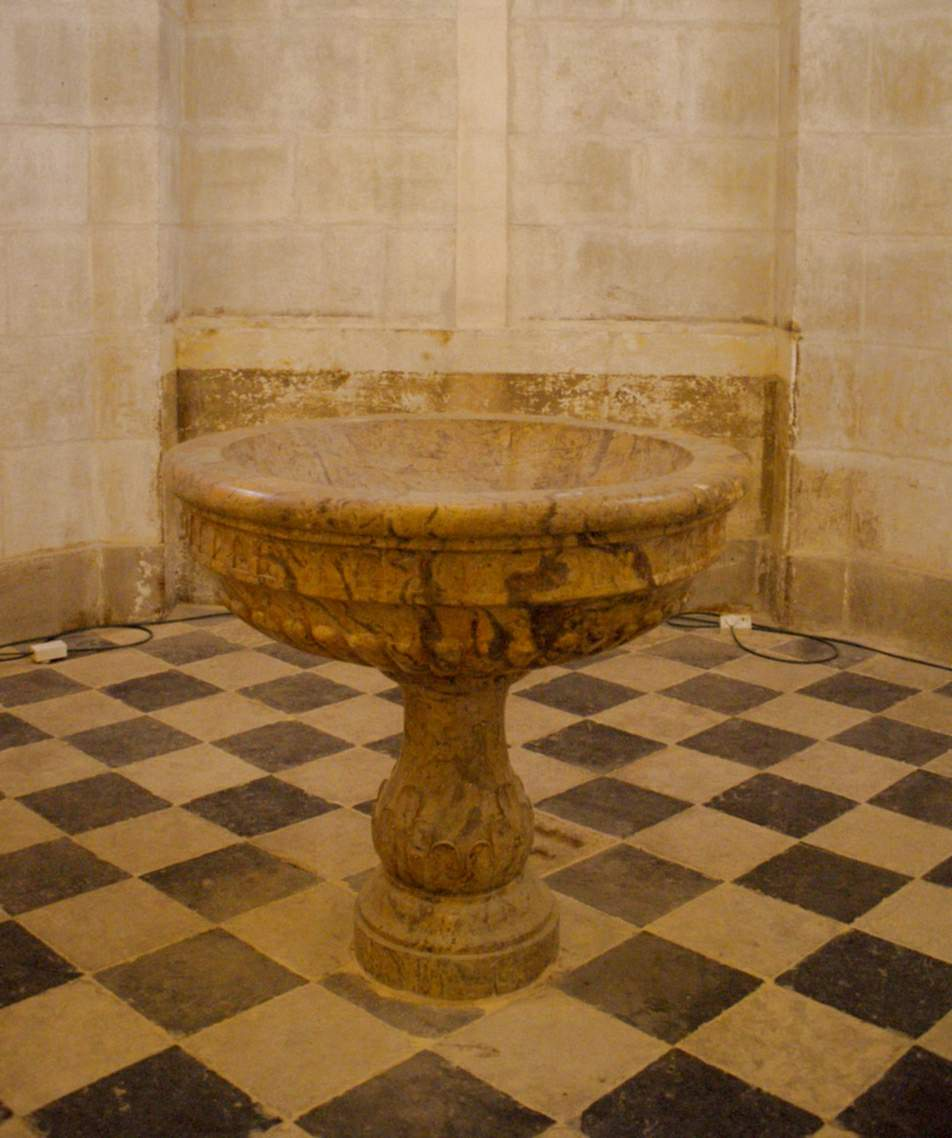
Capella del Santo Cristo i baptisteri.

Amb planta octogonal i coberta per una cúpula esfèrica que en l'exterior és una volta d'aljub, va ser construïda per Francisco de Galarreta. L'accés és per la nau mitjançant una porta amb una reixa de ferro toscana. Sobre la mateixa hi ha un frontó trencat i, sobre aquest, un escut d'armes.
Aquesta capella va ser utilitzada com a baptisteri de la catedral i en ella hi ha una pila baptismal. Sota el seu sòl hi ha una cripta que ha estat utilitzada com a panteó episcopal. Aquesta cripta està recoberta per estuc de color blau ultramar, color del mantell de la Verge en la iconografia medieval. Les escales d'accés i el basament del coure de bronze que se situa a la meitat de l'espai de la cripta, estan realitzats en marbre negre de Marquina. En el cofre de bronze es guarden els fèretres dels bisbes Ramón Fernández de Pieola, Carmelo Ballester, Mateo Mújica i José María Larrrauri.

#### Capella de Los Reyes
Juan de Ugalde Garibay va fundar aquesta capella en la primera meitat del segle xvi. Al segle xix es va haver de clausurar intentant remeiar els problemes estructurals de l'edifici en col·locar en el seu interior un contrafort. Es va tornar a obrir en la reforma del 1960, col·locant un arc escarser (arc que és menor que la semicircumferència del mateix radi). S'ha utilitzat com sagristia d'escolans i de sala d'infants del cor.

#### Capella del naixement de Jesús
Es va tancar en la reforma de principis dels anys 60 del segle xx per posar unes altes vidrieres que van substituir als cancells fusta.

#### Capella de San José
A la fi del segle xviii es va construir aquesta capella aprofitant l'espai entre dos contraforts. És una de les capelles de major devoció popular.

#### Capella de Santa Elena o de Santa Victòria

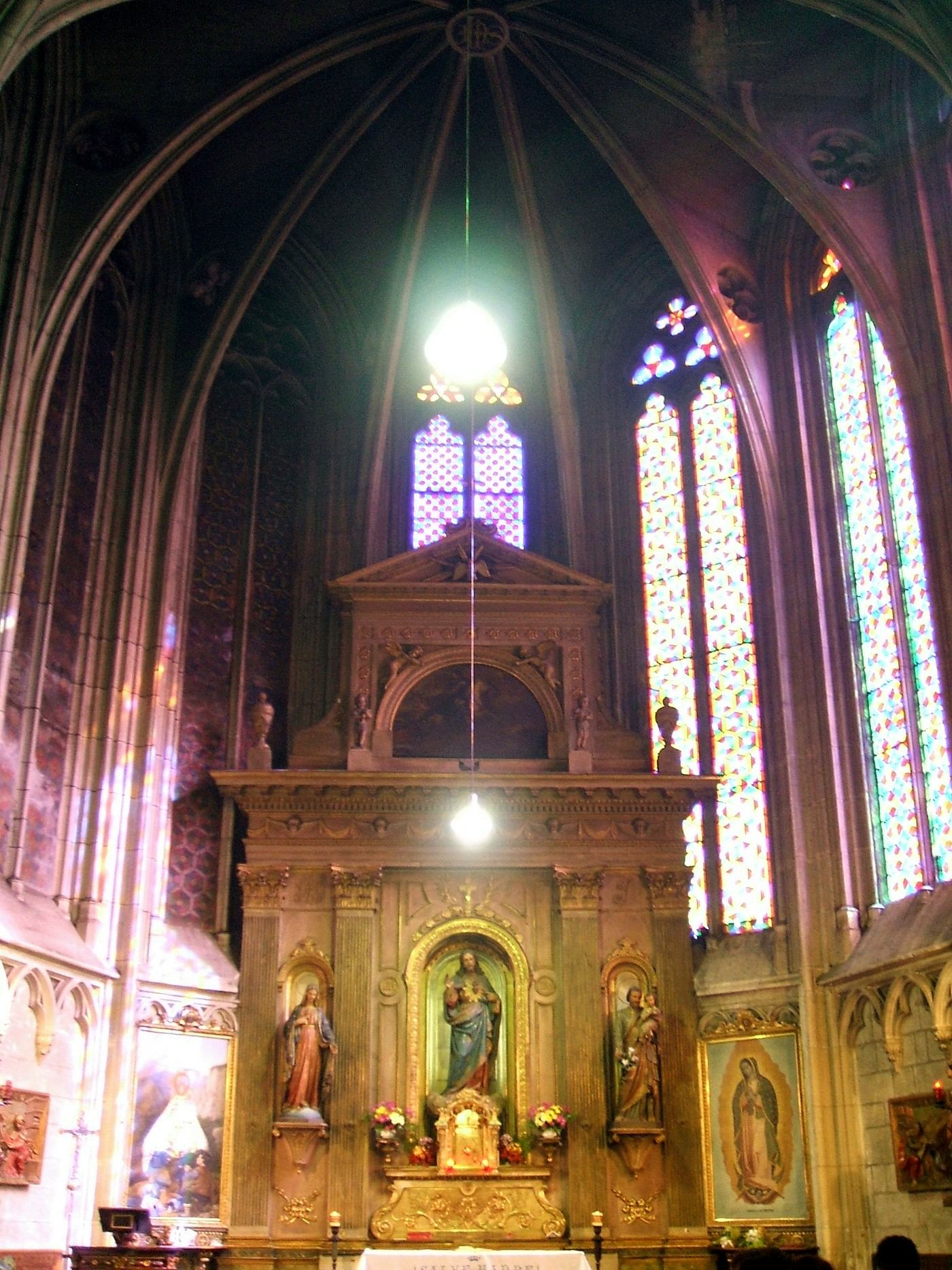
Capçalera de l'antiga Capella de Santiago, avui parròquia exempta de Santa Maria.

Es va realitzar al segle xv i es va reformar al segle xvi. Sobre la seva entrada figura l'escut d'armes de la família Pérez de Camina. Va ser Martín Pérez de Camina, propietari de la Torre de Camina situada al costat de la catedral i que en l'actualitat és l'edifici més antic de la ciutat, qui la va manar construir.

#### Capella de Santiago
Durant la segona meitat del segle xiv es construeix en l'extrem sud del creuer la capella de Santiago. Es tracta d'un recinte d'una sola nau amb dos trams que es tanca amb un absis hemidecagonal amb avantàbsid recte. Als costats de la nau se situen quatre capelles, sent les dues del costat sud més llargues que les del nord. Aquesta capella està adossada a la muralla la qual obliga a realitzar l'adaptació corresponent a la qual obeeix la falta de simetria de les capelles.
La capella quedava a extramurs de la primera muralla i aprofita la mateixa en els costats nord i oest. La defensa aportada per la nova muralla permet la realització de finestrals amb vidrieres típics del gòtic.
La nau està coberta per voltes de creueria de factura senzilla amb lligadures entre les claus realitzades per arcs faixons i ogives. La fàbrica és de carreus i es realitza mitjançant plements de gran gruix i arcs de mitja rigidesa.
Aquesta capella es va constituir en parròquia independent de la catedral mantenint-se oberta al culte en aquesta funció fins a l'actualitat.

### El cor
El cor se situa als peus de la nau. Es va realitzar el 1530 com a part de l'enriquiment del temple en ser convertit en col·legiata. S'aixeca sobre una volta de creueria de tercelets que té les claus amb rica ornamentació realitzada en estil plateresc. El tema central és l'Asunció de la Verge. La resta de les claus estan decorades amb Sants, Santes i Apòstols.
El cor es completa amb un òrgan de la signatura alemanya Walcker de Ludwigsburg que es va realitzar al segle xx reaprofitant parts d'un òrgan anterior del segle xix. La restauració del temple dels anys 60 del segle xx va danyar l'orgue, que es va haver de restaurar el 1979.

### La sagristia
Al segle xviii es construeix, en la part sud-est entre la girola i el transsepte, la sagristia. Aquesta és de planta octogonal i es cobreix amb volta de rasilles. Complementen aquesta estada una sèrie d'espais adossats amb entrada des d'ella i des del carrer destinats a diferents usos, magatzem, despatxos, cambra dels mals endreços, aules... que ocupen i es desenvolupen en dos o tres pisos entre el nivell del carrer i el del pis de la Catedral. Alguns d'aquests espais van ser construïts alhora que la sagristia, mentre que uns altres van ser agregats posteriorment.

## Història

### El naixement del temple
La ciutat de Vitòria va ser fundada sobre el llogaret de Gasteiz l'any 1181 pel monarca navarrès Sancho VI de Navarra com a part de la línia de defensa del regne de Navarra amb el de Castella. Pocs anys després, l'any 1200, la plaça és presa pel rei castellà Alfons VIII el qual, després de l'incendi que va assolar la ciutat l'any 1202 va emprendre-hi una labor de reconstrucció expandint-la cap a occident amb tres nous carrers. Fruit d'aquesta reconstrucció urbanística va ser l'Església de Santa Maria, que va néixer amb l'objectiu de servir de perímetre defensiu emmurallat a la renaixent ciutat.
La ciutat venia ja creixent des dels assentaments anteriors a la seva fundació, aquest creixement es va produir ininterrompudament des de, almenys, el segle xvii. El projecte d'Alfons VIII sorprèn per la seva magnitud. El temple devia complir la doble funció de servir en la defensa de la ciutat i de tenir el rang concorde a la ciutat que s'estava aixecant. La ubicació coincideix amb l'antiga església de la qual s'aprofita l'absis. Mentre s'aixeca la nova construcció es realitza un temple provisional per mantenir el servei religiós als fidels.
El temple es va alçar com a part del perímetre fortificat de la ciutat. Es conserven els draps més antics de la muralla tancant la part nord del pòrtic i es calcula que la muralla tenia 7 metres d'alt i 4 metres i mitjà d'ample.
El temple construït al començament del segle xiii, que marcaria la forma sorprenentment arcaica del transsepte, tenia cripta i era sorprenentment castrense, integrat en la muralla defensiva de la ciutat. Aquesta primera edificació es conserva gairebé íntegrament en alguns trams, com la zona nord del creuer, amb murs de gran gruix i alçàries de gairebé 20 metres.
La construcció de la catedral va interferir amb la muralla de tal forma que va obligar a tirar la porta principal d'accés que es va haver de traslladar al costat de la nova construcció. La nova porta, que va durar fins al segle xv, va ser novament derruïda quan es construí el pòrtic que protegeix l'ingrés principal a la catedral.
Les troballes realitzades en referència al temple anterior i la forma de construcció de l'actual són rellevants per les següents raons:
- Es troba una resta monumental important per la seva antiguitat i estat de conservació.
- S'evidencia un temple anterior que es desconeixia o ignorava fins avui i justifica característiques constructives de l'actual.[5]

### El gòtic
Durant el regnat d'Alfons X (1252-1284), el temple serà modificat al gust que venia de la veïna França, principalment en el seu interior. Es va segellar la cripta i es va procedir al revestiment dels murs interiors. Durant la segona meitat del segle xiii i tot el segle xiv es va procedir a dotar al temple de l'aspecte gòtic que presenta en l'actualitat.
El projecte es va realitzar en dues fases. En la primera fase es van folrar amb carreus les parets de maçoneria. Alhora es van obrir finestres en les absidioles i en les capelles rectangulars contigües a aquests i són voltats els sostres de les absidioles i la girola. Es va acabar de construir la part del drap occidental del creuer sud i nau de l'Epístola i es van realitzar els pilars de separació entre les naus fins al tram segon.
En la segona fase, començada després d'un temps de la primera i realitzada per diferents artesans i amb diferents tècniques, es tanca el perímetre del temple aixecant la portada de Santa Ana, aixequen la capella de Santiago, construeixen el trifori a la seva zona central i realitzen les voltes amb materials lleugers. Encara sense acabar la construcció l'església queda oberta al culte, suposant-se que les voltes altes serien de fusta.

### La col·legiata
El 14 de febrer del 1498 la parròquia es converteix en col·legiata després de la butlla del 7 d'octubre del 1496 que traslladava la Col·legiata d'Armentia, temple actualment conegut com la Basílica de San Prudencio de Armentia, a Vitòria. Aquest trasllat obeïa a l'operació que l'oligarquia de Vitòria va realitzar per prestigiar la ciutat. D'aquesta forma Santa Maria passa a ser església col·legial i centre eclesiàstic del territori.
En elevar-se la categoria del temple es comencen a realitzar reformes i actuacions d'embelliment. Des de finals del segle xv i durant tot el segle xvi es van realitzar diferents actuacions; es va construir la torre, el cor i les capelles de Sant Joan i de la Immaculada Concepció, així com els altars del Crist, Sant Roc, Sant Marcos, Sant Prudenci, la Pietat, Sant Bartomeu, Sant Josep... i sepulcres com els de les famílies d'Ortiz de Caicedo, Cristóbal Martínez d'Alegria i Martín Sáez de Salines.
Al segle xvi s'acabà la part alta de l'edifici, es van cobrir les noves construccions amb voltes de pedra i es canviaren les voltes de lliga dels trams vells també per voltes de pedra. Per això, es va requerir la construcció de contraforts i boterell exteriors.
Aquestes actuacions, que van canviar radicalment els equilibris de forces de l'edifici, van ser l'origen dels problemes estructurals que van acompanyar al mateix en la seva llarga història.

### Les deformacions

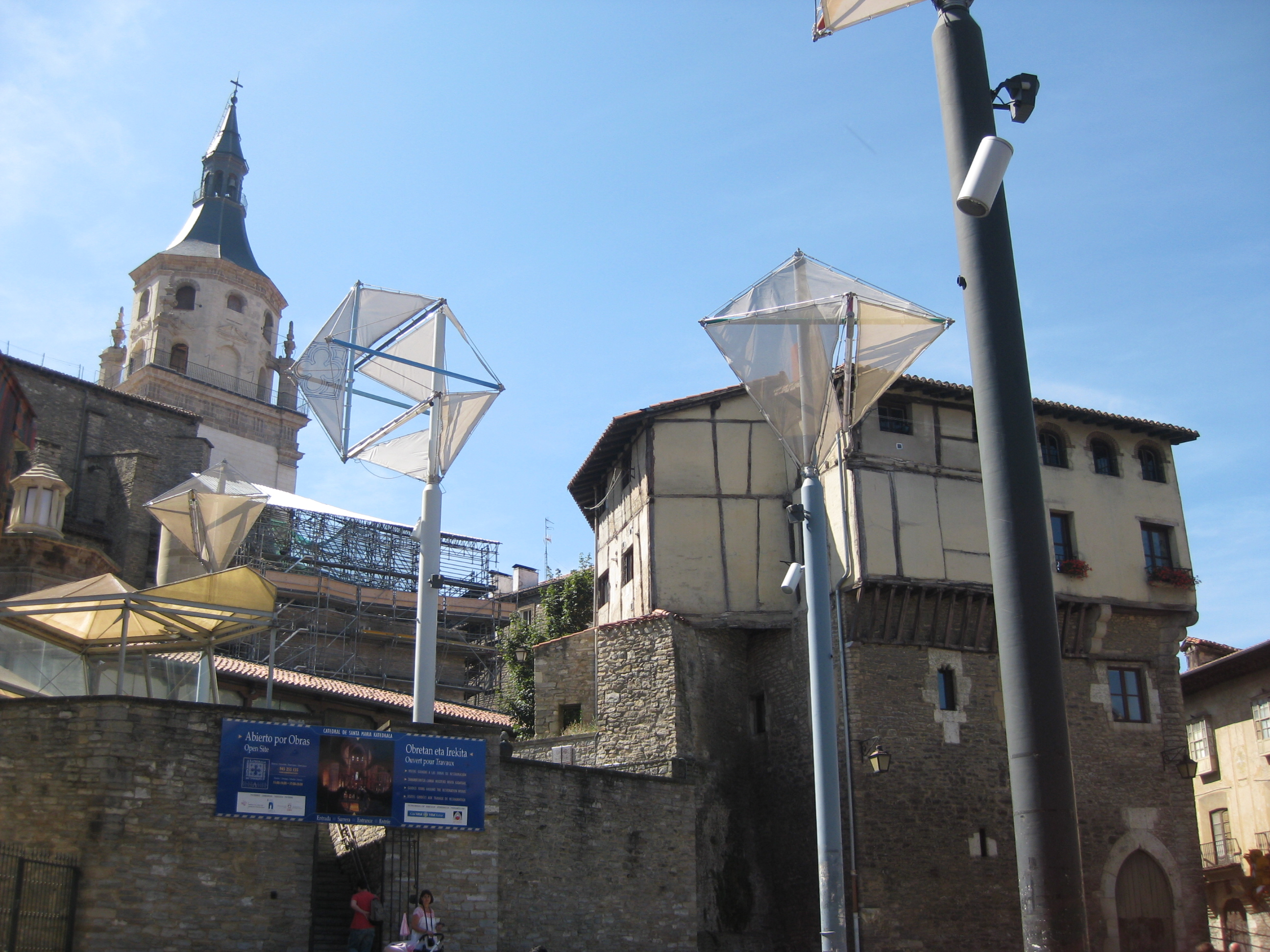
Altres vistes de la Catedral.

L'edifici original no havia estat dissenyat per suportar grans embranzides horitzontals. La substitució de la lleugera volta de fusta per una pesada volta de pedra va donar lloc a l'alteració de l'equilibri estructural que no va aconseguir recuperar-se amb la construcció dels contraforts i boterells. El desequilibri estructural es plasma en grans deformacions en els pilars i en els arcs i en l'aparició d'esquerdes en els murs en les voltes.
Els problemes estructurals obliguen al segle xvi a construir els codals, que van rebre el nom popular d'arcs de la por. Així i tot, la deterioració avança tant que al segle xvii la situació és d'amenaça de ruïna imminent. Un document del 1647 diu:
| « | Lo que al presente necesita reparar en dicha yglesia de Santa María es lebantar todos los tejados así de la nave principal como los cruceros... por estar fundados sobre las bóbedas, y ser esto causa de aber rebentado los arcos torales y cruçero y aber desplomado las paredes principales. | » |

Per alleugerir les càrregues es recreix la teulada, que es recolzava en les voltes, i el 1856 i 1870 l'arquitecte Martín de Saracíbar construeix dos grans contraforts sacrificant les capelles de Santa Victòria i dels Reis i ocultant la portada de Santa Ana.
A la dècada dels anys 1960 del segle xx es realitza una intervenció important que té la finalitat de retornar l'aspecte gòtic original. Aquesta intervenció va influir molt negativament en els problemes estructurals agreujant la situació considerablement. Es van substituir els arcs codals per tirants metàl·lics, es van reobrir obertures tancades i es van crear nous i es retalla part del contrafort que ocultava la portada de Santa Ana per tornar a treure-la a la llum, la qual cosa va ocasionar que comencessin de nou els moviments de l'edifici cap a l'oest.
La deterioració del temple és tal que el 1994 és tancat al culte i el 1997, la Diputació Foral d'Àlaba, davant l'estat general de l'edifici que s'escora ineludiblement, es planteja escometre un pla integral de restauració, amb la finalitat de solucionar tots els problemes històrics i dotar-ho d'una estructura i fonaments sòlids que permetin la seva continuïtat futura. Un any després es té el resultat de l'anomenat Pla Director de Restauració Integral i es comença la consolidació i restauració del temple que s'espera que finalitzi per a l'any 2012.

## Restauració del temple

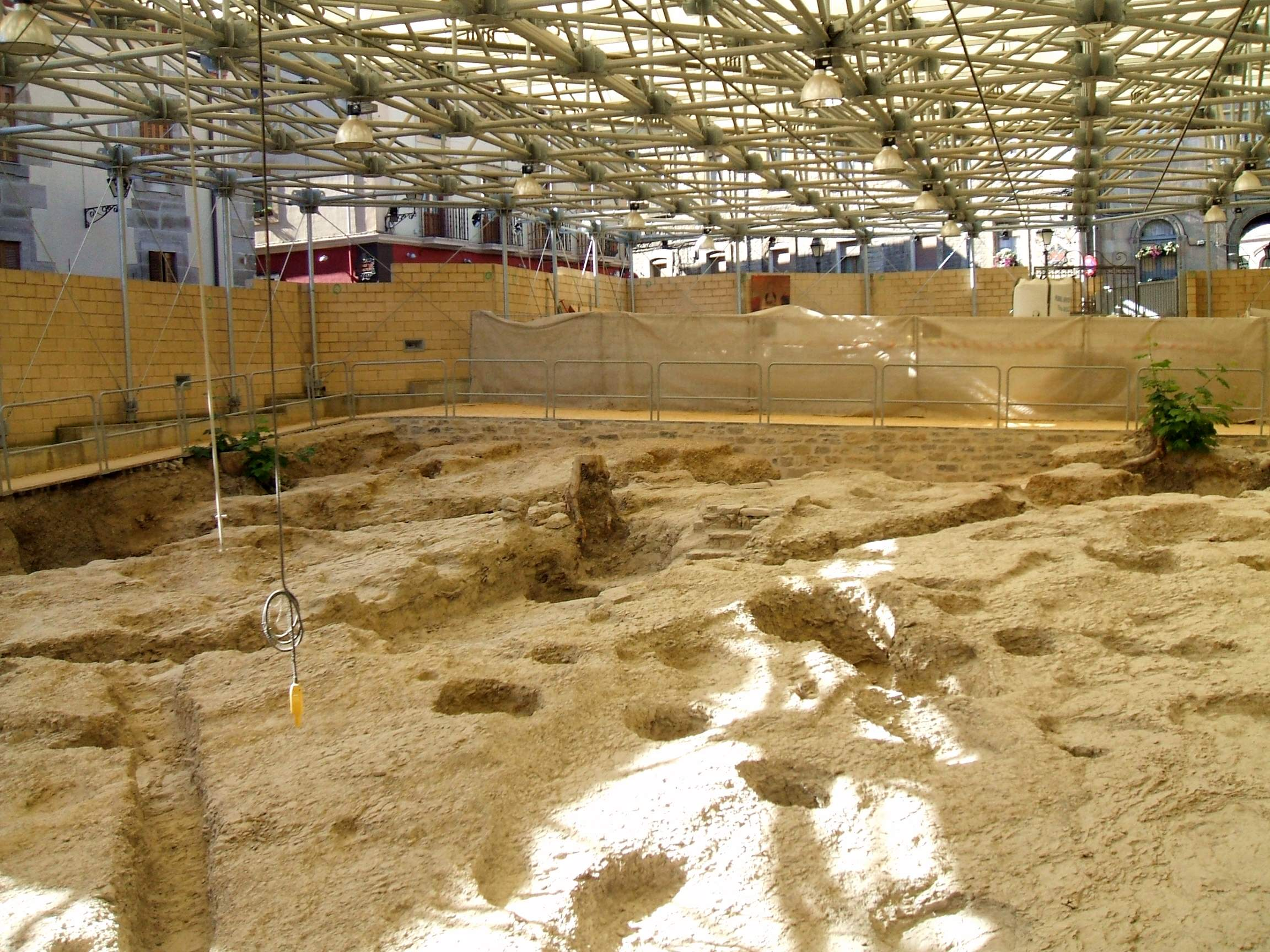
Excavacions arqueològiques en la plaça de Santa Maria.

A la cerimònia de la inauguració de la restauració dels 60, el 1967, el llavors bisbe de la diòcesi, Monsenyor Peralta, assegurava que la catedral havia recuperat la seva esplendor original i estava salvada almenys per altres 600 anys.
La restauració no va ser encertada i 26 anys després es tancava el temple al culte pels greus problemes estructurals i la falta de manteniment i conservació des de la inauguració de l'última restauració. El deficient i complicat sistema d'evacuació d'aigües de les cobertes va produir humitats, la qual cosa, unit a la falta de neteja en les teulades i al desenvolupament de vegetació en aquests, va danyar les estructures lígnies de les cobertes.
Als problemes estructurals crònics i a les humitats es va unir el dany causat per la contaminació atmosfèrica que es produïa als polígons industrials que se situen al nord de la ciutat i és portada pels vents dominants. Aquesta contaminació va produir la meteorització de la pedra, particularment a la torre, produint despreniments.
Els canvis litúrgics i la desaparició d'algunes activitats i funcions de la catedral van provocar que algunes dependències es convertissin en trasters de materials de culte no utilitzats. La inauguració de la Catedral Nova va ser deixant sense funció a la Catedral Vella, que es mantenia amb una missa diària i una major els diumenges, utilitzant l'òrgan.
Emmarcada en l'acord entre la Diputació Foral d'Àlaba i la Diòcesi i emparat per la legislació que responsabilitzava la Diputació del manteniment del patrimoni monumental, la Diputació pren cartes en l'assumpte i mana un equip tècnic per començar l'estudi de la degradació de l'edifici.
Es detecten fissures laterals als murs de carreus de la trobada de la nau lateral amb la del creuer degudes a l'esgotament per compressió de la pedra. S'agarben les fissures de les voltes de la nau principal i del creuer amb incidència especial al braç sud, als trams 2n i 3r. Totes les fissures eren de nova creació, produïdes després de la inauguració del 1967, evidenciant la reproducció dels problemes estructurals.
Com a primera mesura es va intentar determinar l'origen i el quadre de fissures i el marge de seguretat que es disposava per poder començar a plantejar les primeres actuacions i la prioritat d'aquestes.
L'any 1991, l'arquitecte i Diputat Foral d'Urbanisme i Arquitectura Álvaro Amann Ravenera decideix actuar. Va consultar amb l'enginyer Giorgio Croci, professor de la Universitat Sapienza de Roma, que es trobava a Azpeitia, en un simposi internacional sobre cúpules, voltes i arcs exposant les seves recerques, sobre els problemes de la cúpula del Monestir de Loiola.
El 1992 es va constituir un Grup de recerca internacional sota la direcció de Giorgio Croci en la qual també participava el departament de Física Aplicada de l'Escola Tècnica Superior d'Arquitectura de Sant Sebastià.
El grup d'estudi es va conformar amb dos equips complementaris que es van centrar en l'estudi del comportament estructural de l'edifici en les quals van utilitzar les teories de simulació matemàtica dels comportaments estructurals d'edificis tipològicament coherents i l'aixecament de la planimetria.
Mitjançant el programa Supersap es va realitzar una anàlisi elàstica global del temple i amb el programa Ansys es va realitzar l'anàlisi règim elastoplàstic i en grans deformacions. Es van realitzar tasts de material, es van mesurar tensions en els carreus i es van analitzar les característiques de la pedra i morters usats en la construcció del temple. Es van fer prospeccions a l'interior i exterior del temple i es van determinar els nivells freàtics i la profunditat dels terrenys en els quals s'assentava l'edifici.
La complexitat estructural i històrica de l'edifici és tal que les dades recollides distaven molt de donar-ne una imatge completa. La simulació realitzada per ordinador no va donar els resultats esperats en ser una construcció realitzada amb materials molt heterogenis. Això va portar a la instal·lació de sensors que van monitorar els diferents paràmetres de l'edifici, com la humitat, temperatura, inclinació, etc.
Després d'un any i mig d'estudis dels diferents paràmetres i mesures obtingudes, tots dos equips van concretar, el 1994, un document en el qual s'exposava l'existència d'un procés evolutiu de ruïna parcial i amb risc per a l'ús de l'edifici. Es manifestava la necessitat de concloure l'aixecament de plànols i completar la documentació històrica. Això seria l'embrió del naixement del Pla Director. Com a efecte pràctic, la catedral queda tancada al públic. El Pla Director de la Catedral es va presentar al Primer Congrés Europeu sobre Restauració de Catedrals Gòtiques que es va celebrar a Vitòria el 1998.

## ElPla Director
Es poden distingir 5 fases claus dins del procés de restauració:
- Treballs encaminats a millorar la seguretat per escometre la restauració, principalment en els reforços de l'edifici.
- Restauració de la torre i el pòrtic.
- Reforçament dels pilars de les naus.
- Cripta funerària.
- Estudi artístic del pòrtic.

El pressupost inicial era d'uns 24 milions d'euros (4000 milions de pessetes) a invertir en 10 anys. Per gestionar tots aquests diners i les aportacions dels patrons, així com el mateix Pla Director, va sorgir el 1999 a iniciativa de la Diputació Foral d'Àlaba, la Fundació Catedral Santa Maria, que està formada per la Diputació Foral d'Àlaba, l'Ajuntament de Vitòria-Gasteiz i el Bisbat de Vitòria. Durant una primera etapa, la seva gestió estava estructurada mitjançant una adreça bicefàlica en la qual el director gerent, Gonzalo Arroita, i el director tècnic -l'arquitecte Juan Ignacio Lasagabaster, coordinador del Pla Director per a la Restauració Integral i llavors Cap del Servei de Patrimoni Històric-Arquitectònic de la Diputació Foral d'Àlaba- compartien responsabilitats. Des del 2008, és Juan Ignacio Lasagabaster qui assumeix la direcció general i actualitza l'estructura de la Fundació de manera transversal mitjançant tres Àrees Funcionals coordinades entre si: Àrea Tècnica, Àrea Gestió del Coneixement i Divulgació i Àrea Econòmic-Administrativa.
El treball de restauració ja havia arrencat en els anys 1997-1998, amb la primera fase que perseguia dotar al temple d'una seguretat mínima per poder començar les recerques arqueològiques en el subsòl i realitzar els primers treballs de consolidació i restauració.
Una vegada iniciada la gestió per la Fundació creada a aquest efecte i en la idea que el procés iniciat, encara tenint una previsió de 10 anys de durada, havia de desenvolupar-se amb el rigor i flexibilitat necessaris i, per tant, posseïa un alt grau d'indeterminació en els seus terminis i requeriments, es va prendre la decisió que, en tant que sigui possible, tot aquest procés es realitzés de manera didàctica, accessible i participada a la societat alabesa. Per a això, a mesura que els treballs van anar avançant, i aprofitant les estructures de fitació preventiva requerides per assegurar l'estabilitat de les naus durant l'excavació de l'interior de la Catedral, es van instal·lar sobre elles una sèrie de passarel·les elevades per les quals des de llavors s'han pogut visitar les obres de la catedral contemplant des d'una perspectiva immillorable tot el procés de restauració d'una catedral gòtica del segle xiii, així com les restes de l'urbanisme preexistent.
La labor desenvolupada en la catedral ha servit per explicar aspectes significatius de la història medieval de Vitòria, i ha propiciat troballes espectaculars, com el de la muralla fundacional de la ciutat que travessa la planta del temple actual, identificar la gran porta d'accés a la vila, la més antiga de totes les que es conserven, que estava integrada al mur del pòrtic nord, així com documentar i datar la muralla fundacional de la Ciutat descoberta a l'interior propiciant la posada en valor de la mateixa amb actuacions ja realitzades a partir de llavors per l'Ajuntament de Vitòria-Gasteiz. A més a més, al subsòl s'han trobat vestigis d'una altra església anterior, i abundants restes d'enterraments corresponents a ambdues esglésies (l'actual i l'anterior).

### Metodologia
La metodologia utilitzada en la restauració de la Catedral de Santa Maria es basa en l'experiència dels responsables de la mateixa al món de la restauració i recerca del patrimoni arquitectònic. S'ha tractat de desenvolupar una metodologia de treball, amb l'ocupació de les eines i especialistes necessaris, per tractar amb un enfocament transdisciplinar i integral aquest cas tan complex, evitant les aproximacions excessivament lineals, tòpiques i/o parcials que per desgràcia se solen utilitzar en aquest tipus de tasques. Associar recerca, documentació i intervenció com un tot indissoluble i necessàriament relacionat durant tot el procés i convertir aquest en una activitat cultural i didàctica, possibilita, a més, que puguin anar adquirint-se hàbits que tendeixen a la implantació d'una cultura de la conservació contínua i preventiva dels Monuments.
Els problemes derivats de la mateixa construcció de l'edifici, considerada com un procés històric continu i les seves modificacions i afegits que han culminat en un precari estat de l'equilibri físic d'aquest, sumada a la infrautilització de les instal·lacions, a la falta de manteniment i a la degradació de l'entorn urbà del complex catedralici, són les causes que van portar a la dramàtica situació que aconsella la intervenció de restauració. L'alarma social creada pel despreniment de material d'una volta de la nau sud del transsepte, va provocar la reacció de les Institucions responsables i possibilità la utilització de les eines més potents que es van poder disposar per a l'estudi a la cerca de solucions.
La complexa multiplicitat del quadre de deformacions solament s'ha pogut abordar des d'una detallada documentació planimètrica d'alta precisió realitzada mitjançant tècniques fotogràfiques tridimensionals processades per aplicacions informàtiques específiques. L'evolució històrica s'aborda mitjançant tècniques i mètodes estratigràfics d'anàlisis de paraments i excavació aplicant la disciplina avui denominada arqueologia de l'arquitectura.
La recuperació del complex catedralici en la memòria col·lectiva ciutadana s'ha aconseguit mitjançant l'exposició pública dels resultats dels diferents estudis i obrint les accions de restauració al públic així com mitjançant la publicació i difusió de tota aquesta informació en temps real.
Els resultats del Pla Director depenen de la bona entesa entre els tècnics coneixedors de l'edifici i els responsables de l'Administració Pública fugint de les decisions unilaterals i personals.

### Estudi
Com a preparació a la intervenció en el monument s'obre una fase d'estudi amb la doble intenció de documentar i registrar l'estat de la catedral i el d'indagar en l'origen de les patologies que sofreix el monument per poder, així, establir un diagnòstic d'aquestes.
En honor d'aconseguir el primer dels objectius es realitza un profund estudi per determinar la forma i geometria, les característiques dels materials utilitzats, la configuració dels elements constructius, les formes en les quals han quedat els materials en aquesta construcció, la història de l'edifici, etc.
La intervenció a l'edifici obliga a fer canvis en el mateix que variaran aspectes constructius i històrics d'aquest. Per això, abans del començament de les actuacions, i aprofitant l'estudi, és necessari realitzar un registre detallat de les característiques i de l'estat de la catedral.
La definició de les patologies que afligeixen la catedral, així com el seu origen i el seu diagnòstic és una de les tasques fonamentals que ha permès portar a bon port la intervenció integral de l'edifici. Ha calgut definir i establir un diagnòstic complet de les patologies mitjançant l'estudi i els assajos precisos que han permès documentar, descriure i localitzar-les.
La fase d'estudis va ser una de les principals fases del Pla Director i va servir per establir un model de la catedral que va servir per deixar constància documental de l'estat i definició de l'edifici al començament de les obres de restauració i per establir un diagnòstic de les patologies que afligien el mateix permetent la cerca de solucions concretes. L'estudi va ser la part més important i deixa anar del Pla Director i en ell van intervenir un gran nombre d'especialistes de molt diverses disciplines: topografia, química, mecànica, construcció, biologia, geologia, història, arqueologia, restauració, etc. Va caldre planificar els treballs i desestimar aquells que no eren necessaris, bé per la seva no idonicitat, bé per la seva repetició o coincidència entre els uns i els altres.

### Reconeixements
Les obres del temple s'han convertit en un referent mundial. El programa de visites guiades que ha atret més de 350.000 persones en cinc anys ha traslladat a totes elles la il·lusió i la possibilitat de poder passejar i contemplar una de les catedrals gòtiques més belles d'Europa.
A més a més, s'han desenvolupat nombrosos congressos, seminaris i conferències amb personalitats literàries com Paulo Coelho, Ken Follett, Arturo Pérez-Reverte o José Saramago.
Pel treball realitzat, la Catedral de Santa María va rebre el premi Turisme Basc 2000, concedit pel Govern basc així com el premi Europa Nostra 2002, la màxima distinció que la Unió Europea concedeix als treballs de restauració i conservació del patrimoni.

## Altres esdeveniments
Com s'ha assenyalat anteriorment, la catedral ha estat escenari de nombrosos esdeveniments. El 9 de gener del 2008, Ken Follett va presentar al Pòrtic de la Catedral, que en l'actualitat està envidriat i proveït de bancs i megafonia per al seu ús com a centre cultural, la seva novel·la Un món sense fi, continuació de la coneguda Els pilars de la Terra. L'autor volia reconèixer la inspiració que el temple li havia prestat i l'ajuda que havia rebut de la Fundació.

## Visites a les obres
Actualment, la catedral de Santa Maria es troba en procés de restauració; no obstant això, sota el lema Obert per Obres existeix un programa de visites guiades per l'obra. L'accés al centre d'interpretació i visites està a la plaça de les Burullerías, pujant les escales, lloc des d'on comença la visita.
La Fundació Catedral Santa María Fundazioa que gestiona el procés de restauració, i els actes relacionats amb la catedral té la seu al carrer Cuchillería nº 95.
En un futur, quan les obres de restauració finalitzin l'accés principal, estarà com antigament a la plaça de Santa Mara, nombres 19-20. Els carrers Fra Zacarías Martínez i el cantó de Santa Maria limiten el temple per l'oest i el nord respectivament. El pòrtic, que és actualment lloc en el qual se celebren diversos actes i la restauració dels quals està pràcticament finalitzada, és accessible durant aquests esdeveniments a través de l'entrada per un dels seus arcs al carrer Fray Zacarías Martínez.